# China Merchants Bank
China Merchants Bank (englisch; kurz CMB) ist eine chinesische Bank mit Firmensitz in Shenzhen. Nach der Bilanzsumme handelt es sich um Chinas sechstgrößte Bank mit Filialen in den 30 größten chinesischen Städten.
Mit einem Umsatz von 49,9 Milliarden US-Dollar, bei einem Gewinn von 11 Mrd. USD, steht die China Merchants Bank laut den Forbes Global 2000 auf Platz 12 der weltgrößten Banken (Stand: Jahr 2017). Die Bank kam Anfang 2018 auf eine Marktkapitalisierung von ca. 112,4 Mrd. USD.

## Geschichte
Die CMB wurde am 8. April 1987 gegründet. Im Jahr 2002 ging CMB in Shanghai an die Börse und wird heute im Aktienindex SSE 50 gelistet. An der Shanghai Stock Exchange ist das Unternehmen mit einer Marktkapitalisierung von 201,09 Milliarden Yuan fünftgrößtes Unternehmen.

## Eigentümer
Das Unternehmen wird von seinem mit 18 % Aktienanteil größten Aktionär, der China Merchants Group kontrolliert, zu der auch das Logistikunternehmen China Merchants Holdings International gehört. Die China Merchants Group wiederum untersteht dem chinesischen Kommunikationsministerium.

## Organisation
Seit 2000 ist Ma Weihua Präsident der CMB. Als Funktionär der Kommunistischen Partei und Abgeordneter der südchinesische Provinz Guangdong im Nationalen Volkskongress gilt Weihua als gut vernetzt.

## Marktauftritt
China Merchants Bank ist Chinas größter Anbieter von Zahlkarten. Mitte 2007 hatte CMB 14,5 Millionen Kreditkarten ausgegeben. CMB ist Mitglied der China UnionPay.